# Passe de bola
Passe de bola ou simplesmente passe é um conceito presente nos esportes coletivos que descreve o envio certeiro da bola para outro jogador do mesmo time, em meio a uma partida. O ato de passar a bola exige do atleta uma boa percepção sobre a posição do companheiro de equipe e do momento em que se encontra.

## Futebol
A importância do passe, no futebol, consiste em possibilitar o jogo em conjunto e facilita enormemente a progressão das jogadas. Por isso, é considerado um dos elementos mais importantes no futebol moderno.
São classificados da seguinte forma:
- Em relação à distância:

1. Passes curtos - até 10 metros[2]
2. Passes médios - entre 10 e 20 metros[2]
3. Passes longos - acima de 20 metros.[2]

- Em relação à trajetória:

1. Rasteiro, meia-altura, parabólico ou alto.[2]